# Super Glove Ball
Super Glove Ball è un videogioco d'azione pubblicato da Mattel nel 1990. È stato sviluppato da Rare per l'uso apposito del Power Glove. Comunque, può essere giocato anche con un controller regolare. Solitamente veniva venduto insieme al Power Glove.
Il gioco è ambientato in un futuristico 2005. Il comandante della navetta del cui equipaggio fa parte il protagonista è stato intrappolato in un labirinto dimensionale nello spazio. Solo lui può salvare il suo comandante, lanciando sfere di energia contro le pareti. Questo titolo utilizza una prospettiva in prima persona, per fornire un elemento tridimensionale. Il gameplay è un clone di Breakout, con la differenza che i blocchi da colpire con la sfera coprono interamente pareti, pavimento e soffitto.